# Litargus sexpunctatus
Litargus sexpunctatus är en skalbaggsart som först beskrevs av Thomas Say 1826.  Litargus sexpunctatus ingår i släktet Litargus och familjen vedsvampbaggar. Inga underarter finns listade i Catalogue of Life.